# Terry Balsamo
Pour les articles homonymes, voir Balsamo.
Terry Balsamo est un guitariste américain né le 8 octobre 1972 à Tampa en Floride qui commença à jouer de la guitare à l'âge de 13 ans. Il fut guitariste du groupe Cold avant de rejoindre le groupe de rock alternatif américain Evanescence en janvier 2004.
Terry était électricien avant de faire de la musique son  métier.
Il a aussi été membre du groupe Limp Bizkit à ses débuts en 1995. Le 7 août 2015, Evanescence annonce que Terry quitte le groupe. Il est remplacé par Jen Majura.

## Discographie

### Cold
- 2000:13 Ways to Bleed on Stage
- 2003:Year of the Spider

guitare (1999–2004, 2009, 2016–2018)

### Evanescence
- 2004:Anywhere but Home live
- 2006:The Open Door
- 2011: Evanescence album

guitare (2004-2015)